# Église orthodoxe Saint-Pierre-et-Saint-Paul (Vilnius)
Pour les articles homonymes, voir Église Saint-Pierre-et-Saint-Paul.

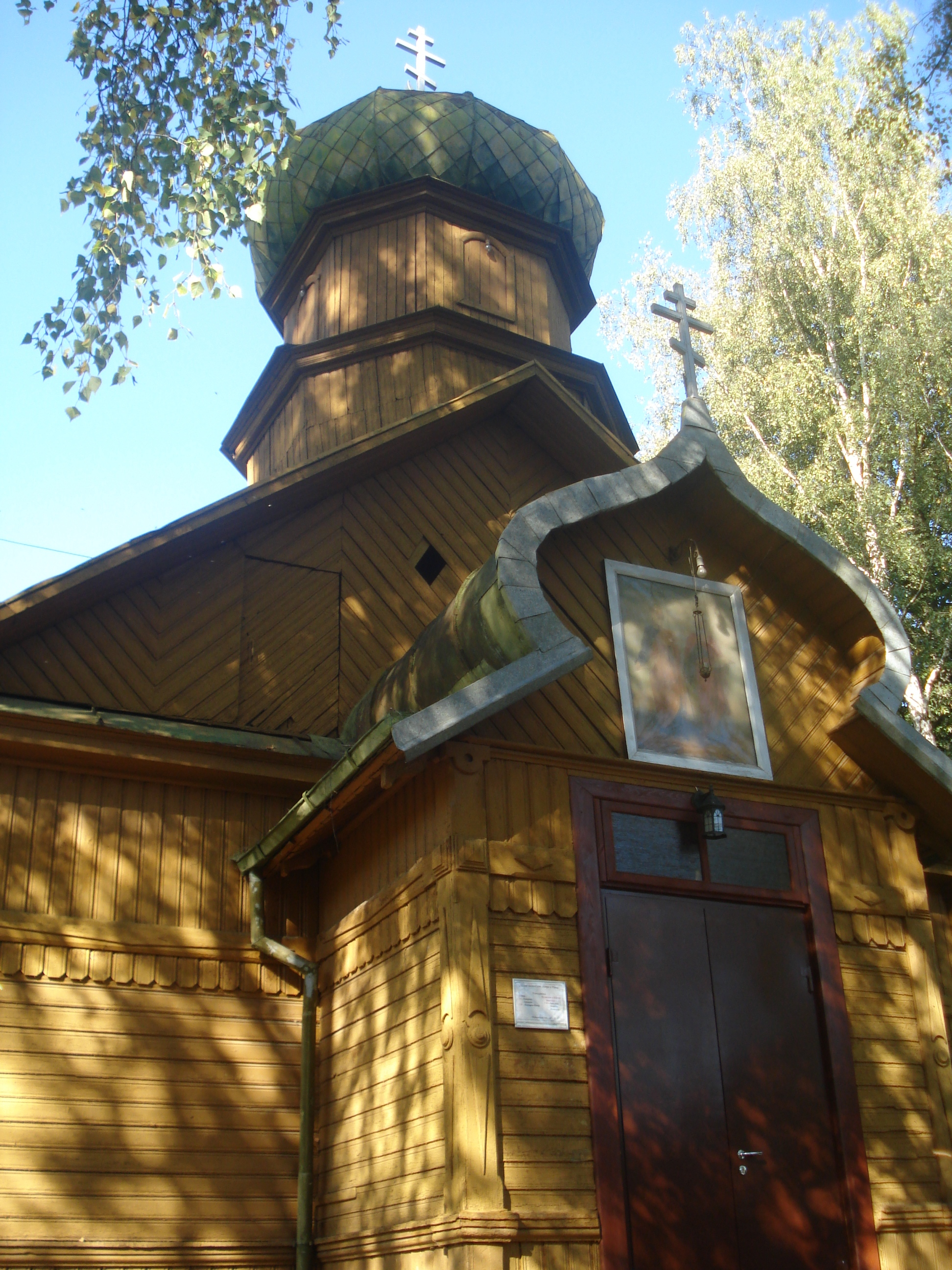
Vue de l’entrée

L’église Saint-Pierre-et-Paul est une église orthodoxe située à Vilnius dans le quartier de la Nouvelle Vilnia (Naujoji Vilnia) vouée aux apôtres Pierre et Paul.

## Histoire
Un comité en vue de la construction d’une église orthodoxe pour les employés du chemin de fer et les ouvriers d’origine russe, présidé par la femme du gouverneur du Gouvernement de Vilna (Vilna est le nom officiel de Vilnius à l’époque de l’Empire russe), Sophie Alexandrovna Veriovkina, se forme en 1903 et loue un terrain de 2,5 ha. On construit une église de bois, car les fonds ne sont pas suffisants pour une église de pierre. L’église est consacrée par l’archevêque orthodoxe de Vilna, Mgr Nicandre (dans le monde Nicolas Dimitriévitch Moltchanov), le 30 mars 1908.
Le Saint-Synode donne la permission en 1910 de commencer la construction en pierre d’une nouvelle église. La première pierre est bénite par l’archevêque Tikhon en 1914, l’église ne sera jamais construite à cause de la guerre et les briques utilisées à d’autres fins. Vilnius est occupée par les Allemands à partir de septembre 1915. L’église est officiellement enregistrée comme filiale de la paroisse Sainte-Euphrosyne en 1918 et de 1923 à 1933 comme filiale de la cathédrale orthodoxe de l'Assomption de Vilnius. L’église devient finalement paroissiale, on lui rajoute un clocher, elle est agrandie et le cimetière attenant est remis en ordre.
Les autorités soviétiques de Lituanie enregistrent la paroisse en 1947 qui ne ferme pas pendant l’ère de la république socialiste soviétique de Lituanie. Elle est restaurée en 1955 et l’on érige un nouveau clocher en 1957. La paroisse est connue aujourd’hui pour sa catéchèse en direction des adultes.

## Sources
- (ru) Cet article est partiellement ou en totalité issu de l’article de Wikipédia en russe intitulé « Церковь Первоверховных апостолов Святых Петра и Павла (Вильнюс) » (voir la liste des auteurs).